# Maxim Winawer

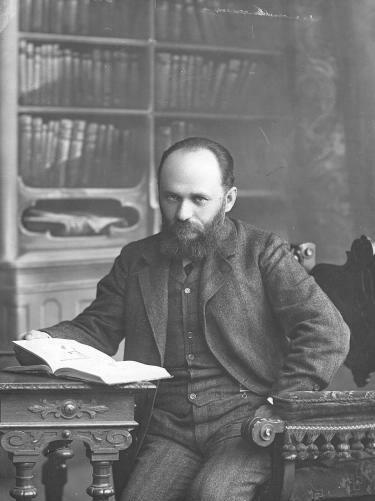
Maxim Winawer (1906)

Maxim Moissejewitsch Winawer (russisch Макси́м Моисе́евич Вина́вер; * 18. Novemberjul. / 30. November 1863greg. in Warschau; † 10. Oktober 1926 in Menthon-Saint-Bernard) war ein russischer Jurist, Politiker und Mäzen.

## Leben
Nach der Schulausbildung im 3. Warschauer Gymnasium studierte Winawer 1881–1886 Jura an der Universität Warschau. Danach lebte er in Sankt Petersburg und arbeitete als Assistent eines Rechtsanwalts wegen des faktischen Verbots, Juristen jüdischen Glaubens als Rechtsanwälte zuzulassen. In dieser Zeit wurde er durch die Veröffentlichung von Fachaufsätzen in juristischen Zeitschriften als Jurist bekannt. Später begann er, die Verteidigung auch in Strafrechtsfällen zu erarbeiten, die aus dem rückständigen Recht der Juden resultierten. So organisierte er 1900 die erfolgreiche Verteidigung in dem Wilnaer Prozess gegen David Blondes, der wegen Ritualmordes angeklagt war. Nach dem Pogrom 1904 in Gomel trat er hervor mit einer Zivilklage namens der jüdischen Opfer, wobei er als Führer einer Gruppe von Rechtsanwälten dem Richter Voreingenommenheit vorwarf und den Prozess verließ. Erst im Juli 1904 wurde er als Rechtsanwalt vereidigt.
Winawer hielt gesellschaftswissenschaftliche Vorlesungen an der Universität Brüssel und an der Pariser Hochschule für Gesellschaftswissenschaften. Er wurde Mitglied der Juristischen Gesellschaft der Universität St. Petersburg und leitete 1904–1906 die Abteilung Zivilrecht in der Redaktion der Zeitung Rechtskurier dieser Gesellschaft. 1909 beteiligte er sich an der Redaktion der Arbeiten der St. Petersburger Juristischen Gesellschaft. 1913–1917 gab er den Zivilrechtskurier heraus.
Winawer beteiligte sich an der Arbeit der Gesellschaft für Bildung der Russischen Juden und wurde Vorsitzender der Historischen und Ethnographischen Kommission. Während der Revolution 1905 gehörte er im März 1905 zu den Gründern der Union für volle Rechte des jüdischen Volkes in Russland, und 1907 gründete er die Jüdische Volksgruppe. Er sammelte Gemälde und wirkte als Mäzen. Insbesondere unterstützte er mit einem kleinen Stipendium Marc Chagall, so dass dieser im September 1910 nach Paris reisen konnte.
1905 gehörte er auch zu den Gründern, Führern und Theoretikern der Konstitutionell-Demokratischen Partei, die kurz Partei der Kadetten genannt wurde. Er wurde Mitglied ihres Zentralkomitees, und er wurde Abgeordneter in der ersten Staatsduma. Nach der Auflösung der Duma 1906 gehörte er zu den Unterzeichnern des Wyborger Manifests, wofür er zu drei Monaten Festungshaft verurteilt wurde.
Nach der Februarrevolution trat Winawer in die Arbeitsgruppe zur Ausarbeitung der Gesetze für die Wahl einer Verfassunggebenden Versammlung ein, und die Provisorische Regierung ernannte ihn zum Senator der Zivilabteilung des Kassationshofes des Senats. In der neuen Zentral-Duma war er Abgeordneter. In dieser Zeit neigte er dem linken Flügel der Kadetten-Partei zu, und er war Stellvertretender Fraktionsvorsitzende im Provisorischen Sowjet der Russischen Republik. 1917 wurde er in die Verfassunggebende Versammlung von Petrograd gewählt. Ab März 1917 war er zusammen mit dem Historiker Alexander Alexandrowitsch Kornilow Leiter der Kommission für Agitation und Veröffentlichung der Kadetten-Partei. Daneben war er einer der Herausgeber der Zeitung Kurier der Partei der Volksfreiheit.
Noch vor der Oktoberrevolution und nach einem illegalen Aufenthalt in Moskau flüchtete Winawer auf die Krim und nahm am 1. Oktober 1918 in Gaspra an der Konferenz der Kadetten teil. Im Frühjahr 1919 wurde er Außenminister der Regionalen Krim-Regierung, die sich gegen die Bolschewiki den Entente-Mächten zuwandte.
1919 emigrierte Winawer nach Frankreich und ließ sich in Paris nieder, wo er die Verbündeten Russlands aufforderte, die Weiße Bewegung weiter zu unterstützen. Er war ein Freund des Vorsitzenden des Komitees der Pariser Gruppe der Kadetten und trat der Vereinigung aller demokratischen Kräfte der Emigranten bei. Er war Vorsitzender der Gesellschaft Russisches Verlagswesen in Paris, einer der Gründer der russischen Zeitung Letzte Neuigkeiten und Initiator des Aufbaus einer Russischen Universität an der Sorbonne, wo er eine Vorlesung über russisches Zivilrecht hielt. Er beteiligte sich an der Herausgabe der Zeitung Jüdische Tribüne, die gegen den Antisemitismus kämpfte. Er nahm großen Anteil an dem Prozess gegen Scholom Schwartzbard, der 1926 in Paris den früheren ukrainischen Präsidenten Symon Petljura erschossen hatte, und war als Zeuge der Verteidigung vorgesehen.
Winawer war verheiratet und hatte drei Kinder, die Röntgenologin Valentina Maximovna Vinaver Kremer (1895–1983), den Literaturhistoriker und Gründer der  International Arthurian Society Eugène Vinaver (1899–1979) und die Rechtsanwältin Sofia Maximovna Vinaver Grinberg (1904–1964), verheiratet mit Leo Adolfowich Grinberg (1900–1981). Begraben wurde Maxim Winawer als Maxime Vinaver auf dem Pariser Friedhof Père-Lachaise.